# Point d'auto-inflammation
 (juin 2014).
Si vous disposez d'ouvrages ou d'articles de référence ou si vous connaissez des sites web de qualité traitant du thème abordé ici, merci de compléter l'article en donnant les références utiles à sa vérifiabilité et en les liant à la section « Notes et références ».

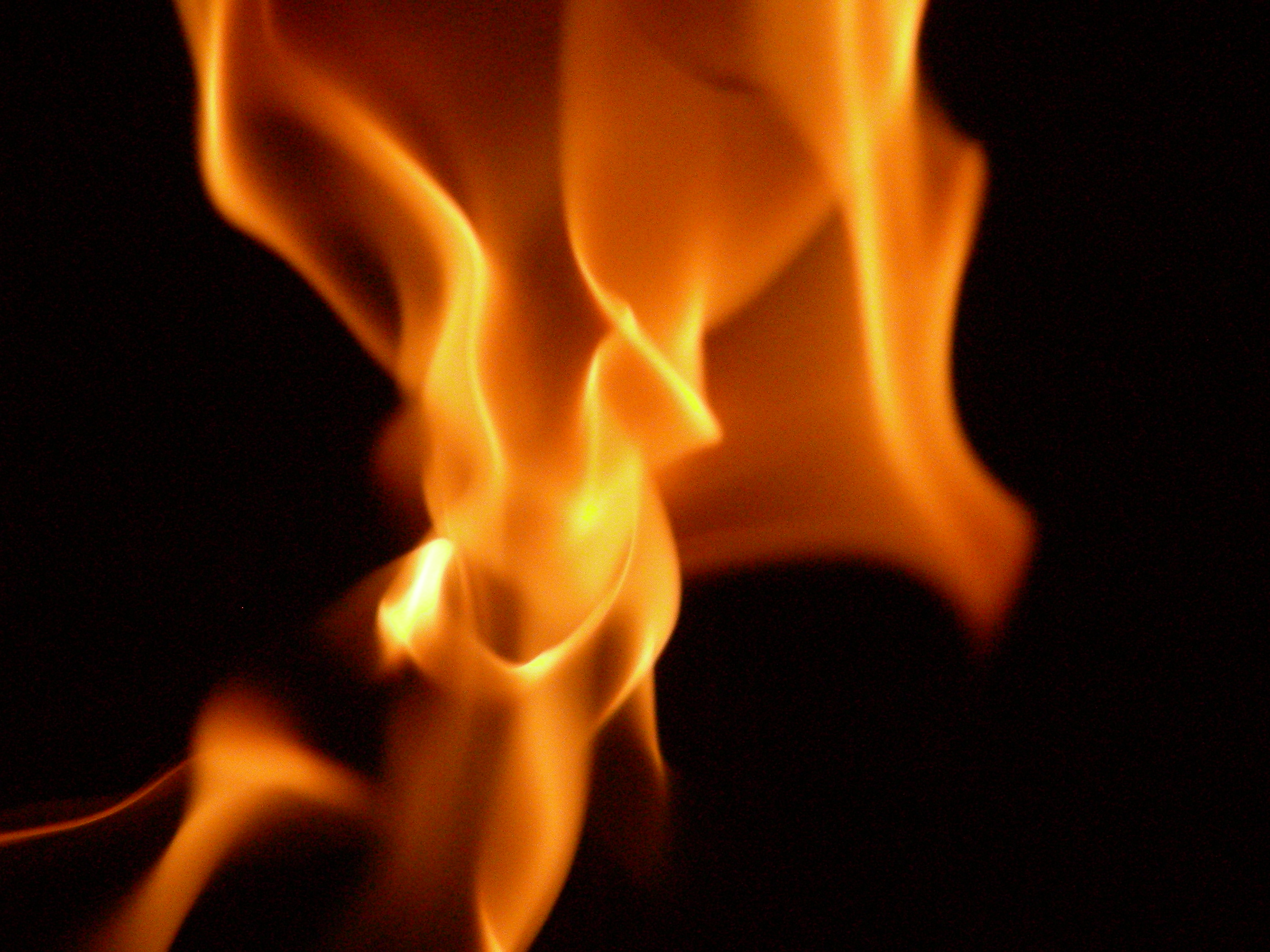
Une flamme, produit d'une inflammation.

Le point d'auto-inflammation (ou point d'allumage spontané ou d’auto-ignition) est la température à partir de laquelle une substance s'enflamme spontanément en l'absence de flamme pilote, dans l'atmosphère normale. Ce point est différent du point d'éclair et du point d'inflammation.

## Quelques points d'auto-inflammation
| Substance         | Température  |
| ----------------- | ------------ |
| Phosphore blanc   | 30 °C        |
| Éther diéthylique | 160 °C       |
| Kérosène          | 220 °C       |
| Papier            | 233 °C       |
| Gazole            | 257 °C       |
| Butane            | 287 °C       |
| Acétylène         | 305 °C       |
| Huile végétale    | 350 °C       |
| Glycérol          | 370 °C       |
| Éthanol           | 423 à 425 °C |
| Méthanol          | 455 °C       |
| Magnésium         | 473 °C       |
| Benzène           | 555 °C       |
| Dihydrogène       | 571 °C       |
| Ammoniac          | 651 °C       |

## Littérature
L’écrivain Ray Bradbury a nommé son livre Fahrenheit 451 d’après le point d’auto-inflammation du papier, en référence au travail des « pompiers » de son histoire, qui ont pour devoir de brûler les livres, décrétés vecteurs d'idées séditieuses.